# Johann Bernhard von Francken

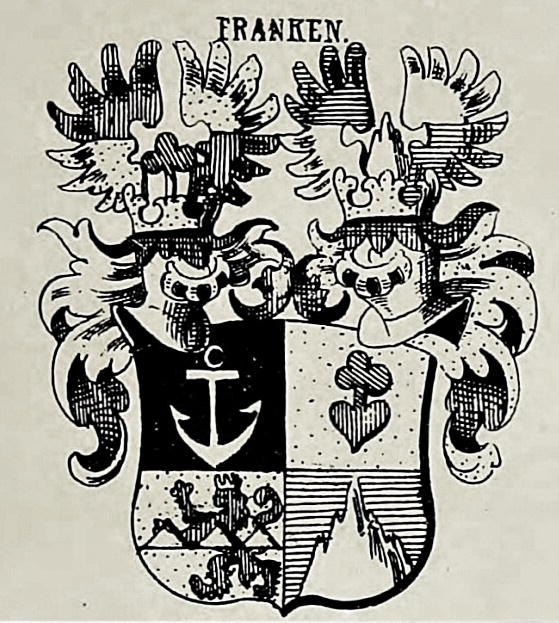
Familienwappen

Johann Bernhard von Francken (* 2. Dezember 1668 in Burg an der Wupper; † 10. November 1746 in Regensburg) war ein Freiherr, kurpfälzischer Gesandter, Vizekanzler und  Konferenzminister. Er erbaute das oberpfälzische Schloss Pirkensee in seiner heutigen Form.

## Herkunft
Seine Familie stammt aus Monschau (früher Montjoie), die Eltern waren Johann Bernhard von Francken der Ältere († 1698) und seine Gattin Anna Margaretha geb. Hasenclever.  Johann Bernhard von Francken der Ältere war ursprünglich  Sekretär des  Landgrafen Georg II. von Hessen-Darmstadt und kam in kurpfälzische Dienste, als dessen Tochter, Prinzessin Elisabeth Amalia Magdalena,  1653 den späteren Kurfürsten Philipp Wilhelm von der Pfalz heiratete. Francken amtierte als jülich-bergischer Amtskeller  auf Schloss Burg und betrieb in der Nähe, als Unternehmer, die sogenannten Kellershämmer. Zuletzt lebte er seit 1684 als Hofkammerrat in Düsseldorf.

## Leben und Wirken

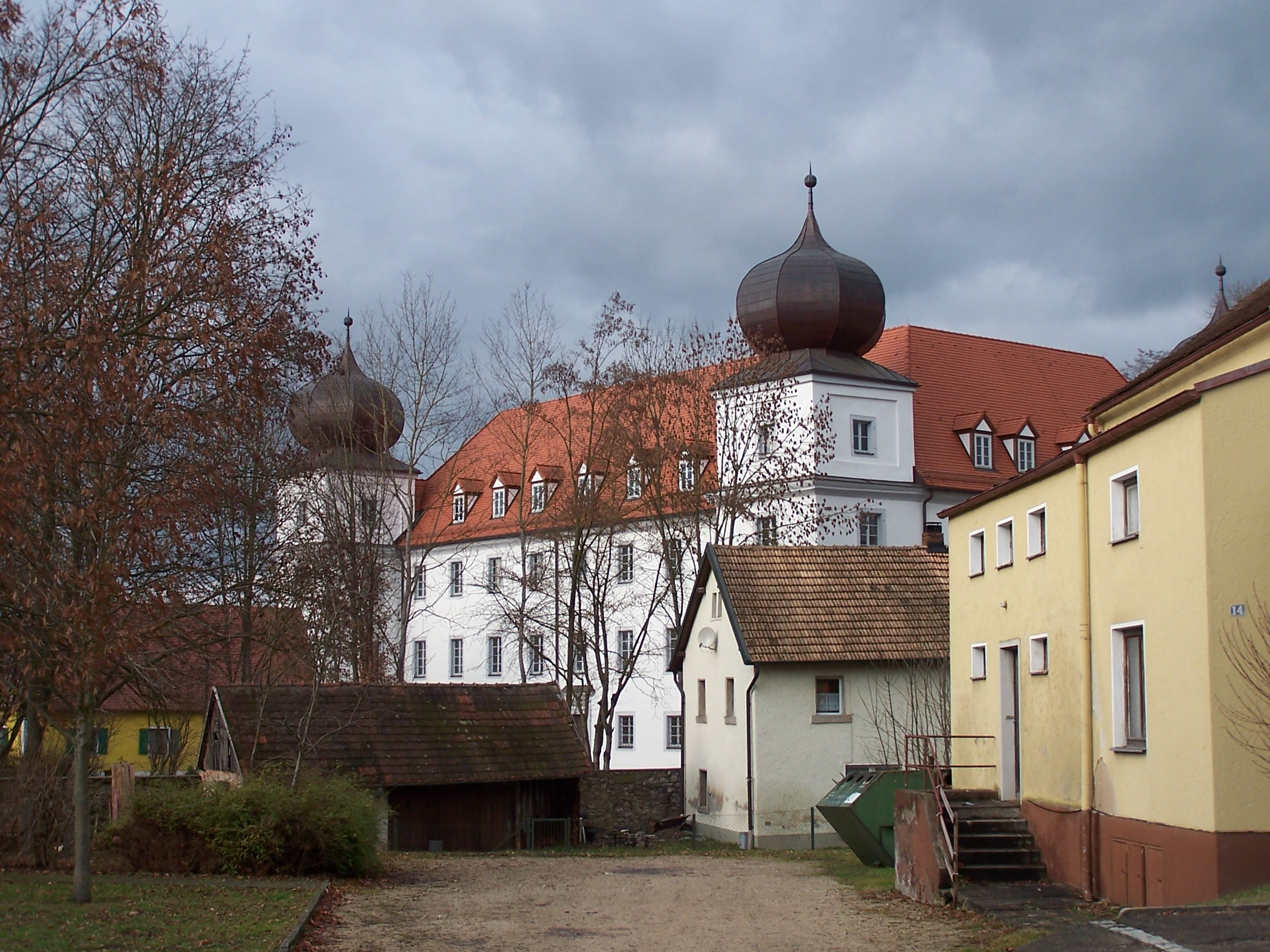
Das durch Johann Bernhard von Francken erbaute Schloss Pirkensee

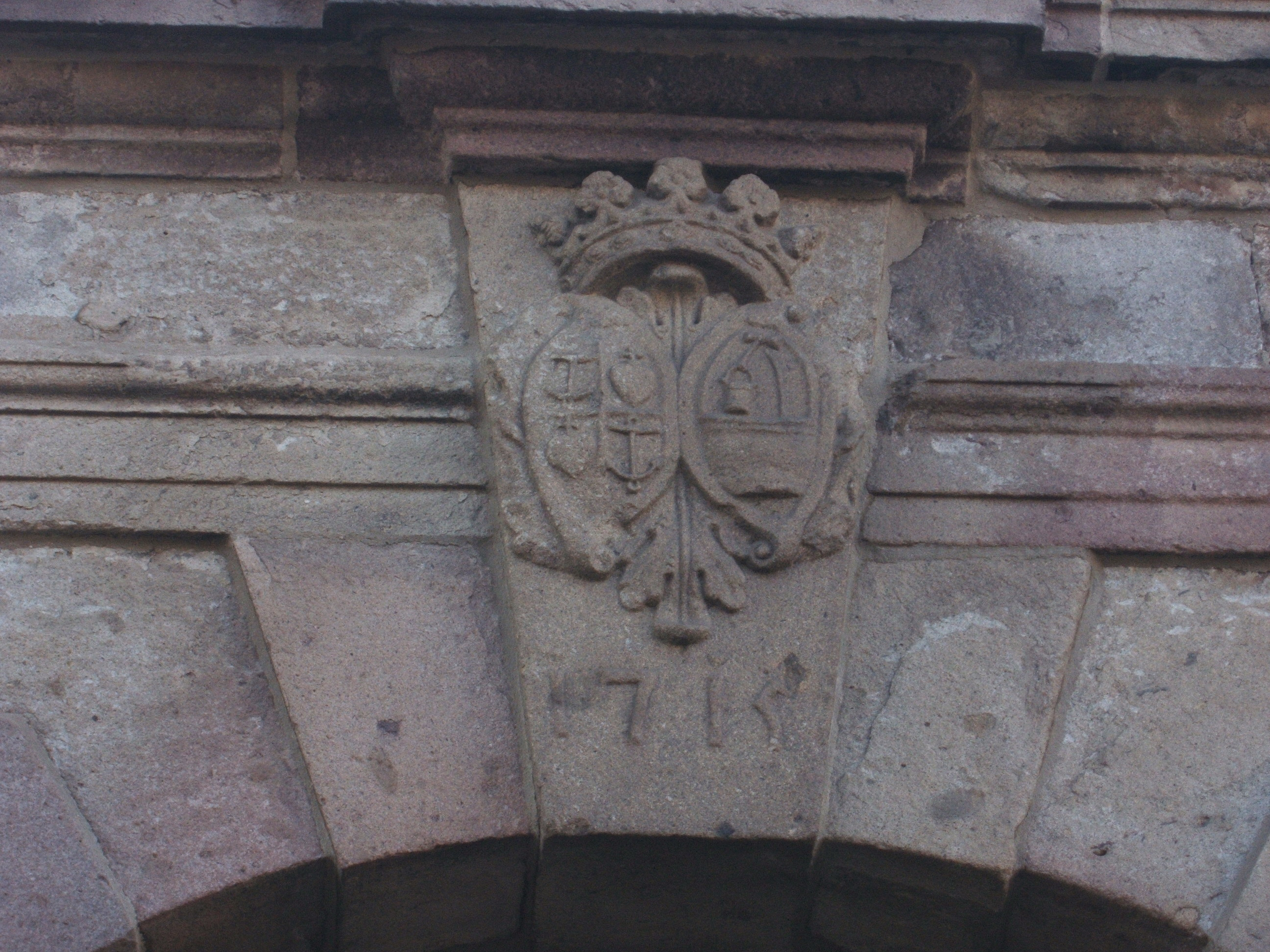
Allianzwappen der Eheleute am Hof Kaldenberg in Düsseldorf

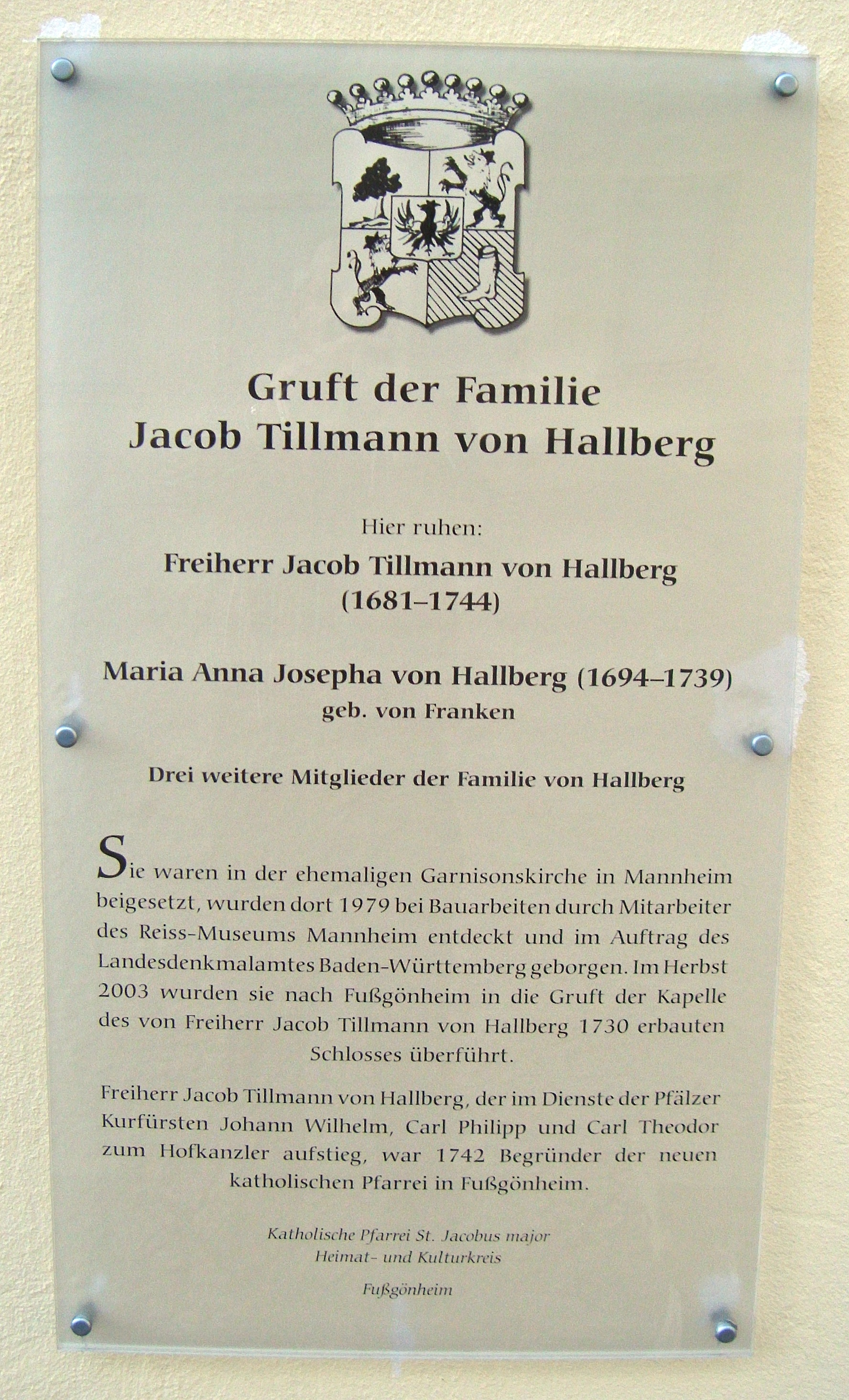
Neuzeitliche Grabinschrift der Tochter und ihres Gatten, Schloss Fußgönheim

Der gleichnamige Sohn Johann Bernhard von Francken (der Jüngere), öfter auch Joseph Bernhard genannt, trat mit 18 Jahren in die Dienste der kurfürstlichen Hofkanzlei zu  Düsseldorf. Als promovierter Jurist wurde er dort Hof- und Geheimer Rat. 1710 bis 1716 fungierte er als kurpfälzischer Vizekanzler für die Oberpfalz, in Amberg.  Kurfürst Karl Philipp schätzte Johann Bernhard von Francken und ernannte ihn 1720 zu seinem Gesandten am Wiener Kaiserhof. Hier erhielt er 1721 die erbliche Erhebung in den Freiherrenstand und blieb bis 1728 in seiner Stellung. In jenem Jahr nahm er auch als kurpfälzer Bevollmächtigter am Kongress von Soissons teil. 1730 avancierte Francken zum Konferenzminister und kurpfälzischen Gesandten beim Immerwährenden Reichstag zu Regensburg, der 1742 bis 1745, infolge des Österreichischen Erbfolgekrieges, in Frankfurt am Main tagte. Er vertrat hier auch öfter die Reichsstände Kurtrier und Kurköln. 
Der Kurfürst schenkte (verpfändete) Johann Bernhard von Francken und seinen Nachkommen 1727 die Stadt Erkelenz. 1731 erwarb er Schloss Pirkensee und ließ es in seiner heutigen Form umbauen, 1742 kaufte er die Hofmark Winklarn (Oberpfalz); auch die Hofmark Leonberg gehörte zu seinem Besitz.
Der Freiherr starb 1746 in Regensburg und ruht mit seiner zuvor verstorbenen Frau in der Pfarrkirche St. Leonhard zu Leonberg-Maxhütte, wo auch ihr Epitaph erhalten ist.

## Familie
Johann Bernhard von Francken war verheiratet mit  Anna Sibilla geb. zum Pütz († 1740). Ihnen gehörte zwischen 1710 und 1725 der Hof Kaldenberg in Düsseldorf, wo sie  1715 ihr Ehewappen am Torbogen anbringen ließen. Beider Allianzwappen mit entsprechender Inschrift und der Jahreszahl 1734 ziert auch das äußere Eingangstor zu Schloss Pirkensee. In einem Waldstück südöstlich des Schlosses errichteten sie 1737 zudem eine Dreifaltigkeitssäule mit dem gleichen Ehewappen.
Das Ehepaar hatte zwei Söhne und drei Töchter die das Erwachsenenalter erreichten.
Der Sohn Johann Heinrich von Francken († 1782) folgte seinem Vater als kurpfälzischer Gesandter am Reichstag in Regensburg nach.
Die Tochter Anna Maria Josepha (1694–1739) ehelichte den kurpfälzischen Hofkanzler und Konferenzminister Jakob Tillmann von Hallberg (1681–1744). Beide erbauten das Schloss Fußgönheim, stifteten die katholische Pfarrei des Dorfes und wurden zusammen in der Garnisonskirche Mannheim beigesetzt. Ihre Grabinschriften hat der Landeshistoriker Johann Franz Capellini von Wickenburg im „Thesaurus Palatinus“ überliefert. Die Garnisonskirche wurde bereits 1780 abgebrochen, ihre Gruft blieb unterirdisch erhalten und geriet in Vergessenheit. Man stieß erst 1979 bei Bauarbeiten wieder darauf. Hierbei fand man auch die Gebeine des Ehepaares von Hallberg und bettete sie 2003, in einem neuen Sarkophag, in eine unbenutzte Gruft unter dem Kirchenflügel des Schlosses Fußgönheim um. Vom Schlosshof aus kann man durch ein Fenster in die Gruft hineinsehen und es wurde dort eine Gedenktafel für den Erbauer Jakob Tillmann von Hallberg und seine Gattin Anna Maria Josepha geb. von Francken angebracht, die hier nachträglich ihre letzte Ruhestätte fanden.